# Lat Phrao (quận)
Lat Phrao (tiếng Thái: ลาดพร้าว; IPA: [lâːt pʰráːw]) là một quận của Bangkok, Thái Lan. Quận Lat Phrao có diện tích km2, dân số là người.

## Phân cấp hành chính
Quận được chia thành 2 phân khu (Khwaeng).
| 1. | Lat Phrao    | ลาดพร้าว |  |
| 2. | Chorakhe Bua | จรเข้บัว  |  |